# Johannes Kepler ATV
Johannes Kepler ATV, ou Automated Transfer Vehicle 002 (ATV-002), est le second ATV, nommé Johannes Kepler, du nom de l'astronome allemand. Le choix de ce nom a été soutenu par l'Agence spatiale allemande (DLR), alors que l'année 2009 est le jubilé de la publication de l'œuvre majeure de Kepler, Astronomia nova où il énonce les deux premières lois de Kepler.

## Lancement
Son lancement était initialement prévu pour le 15 février 2011 par une fusée Ariane 5, mais un incident conduit à l'arrêt de la séquence synchronisée concernant le remplissage du réservoir d'oxygène liquide de l'étage principal du lanceur, le tir a été reporté au 16 février 2011 et s'est déroulé avec succès. Le coût de cette mission est estimé à 450 M€ dont 220 M€ pour le vaisseau cargo, 150 M€ pour le lanceur, et 70 M€ pour le suivi opérationnel.
L'ATV Johannes Kepler s'est amarré le 24 février 2011 à 15h59 GMT à l'ISS.

## Désamarrage
Il s'est désamarré le 20 juin 2011 à 14h46 TU de la station spatiale et s'est désintégré dans l'atmosphère terrestre le 21 juin 2011 à 20h41 TU.